# Typhon Nepartak
Le super typhon Nepartak a dévasté Taïwan et la Chine en juillet 2016. Première tempête et typhon nommés de la saison 2016, il devint une tempête tropicale au sud de Guam le 3 juillet et a mis fin à une période record de 199 jours sans tempête nommée sur le bassin, à égalité avec l'intervalle 1997-1998,. Se dirigeant régulièrement vers le nord-ouest le 4 juillet, le système est devenu un typhon le lendemain. Il a atteint son intensité maximale avec un très petit œil le 6 juillet. Nepartak a commencé à s'affaiblir le 7 juillet, puis a traversé Taïwan plus tard, avant d'émerger dans le détroit de Taiwan et de faiblir en une violente tempête tropicale le 8 juillet. Cette dernière a finalement touché terre au-dessus du Fujian, en Chine, le 9 juillet et s'est dissipée sur terre 24 heures plus tard.
C'était le deuxième typhon le plus violent de 2016, après Meranti, avec une pression centrale minimale de 900 hPa et des vents de 285 km/h. Nepartak a tué 111 personnes au total et fait pour près de 2 milliards $US de dégâts. 